# Jean-Baptiste Noulet
Jean-Baptiste Noulet (ur. 1 maja 1802 w Venerque, zm. 24 maja 1890 tamże) – francuski przyrodnik. Był jednym z pionierów archeologii.

## Życie i praca naukowa
Po uzyskaniu w 1832 roku na Uniwersytecie w Montpellier doktoratu z medycyny, rozpoczął pracę zawodową jako lekarz. Bardziej jednak fascynowała go praca naukowa. Zajmował się takimi dziedzinami przyrody, jak botanika, malakologia, geologia i paleontologia. W zakresie malakologii w 1834 r. opublikował pracę o rodzimych mięczakach rzecznych i lądowych w dorzeczu Pirenejów. Jako botanik w 1837 r. opublikował La Flore du Bassin sous-pyrénéen – wyczerpujące opracowanie (754 strony) na temat regionalnych roślin i grzybów subpirenejskich. Zajmował się także badaniami  historycznymi Oksytanii i języka oksytańskiego. W 1841 r. został mianowany przewodniczącym historii naturalnej medycyny w przygotowawczej szkole medycyny i farmacji w Tuluzie. Od 1872 r. był dyrektorem Muzeum Historii Naturalnej w Tuluzie. Założył w nim galerię poświęconą prehistorii.
W 1851 r. w Clermont-le-Fort odkrył pozostałości fauny plejstoceńskiej, a także obecność artefaktów skalnych. Odkrycia te potwierdziły współistnienie zwierząt plejstoceńskich z ludźmi.
Przy naukowych nazwach opisanych przez niego taksonów dodawane jest jego nazwisko Noulet.